# Nodalla (Nodalla) remane
Nodalla (Nodalla) remane is een insect uit de familie van de Berothidae, die tot de orde netvleugeligen (Neuroptera) behoort. 
Nodalla (Nodalla) remane is voor het eerst wetenschappelijk beschreven door U. Aspöck & H. Aspöck in 1984.